# William Meynard
William Meynard (ur. 11 lipca 1987 w Marsylii) – francuski pływak, medalista igrzysk olimpijskich oraz mistrzostw świata i Europy.

## Kariera pływacka
Brązowy medalista mistrzostw świata w Rzymie w 2009 roku w sztafecie 4 x 100 m stylem dowolnym (nie płynął w wyścigu finałowym).
Brązowy medalista mistrzostw Europy w Budapeszcie w 2010 roku na dystansie 100 m stylem dowolnym oraz srebrny w sztafecie 4 x 100 m kraulem.
Na mistrzostwach świata w 2011 roku zdobył srebrny medal w sztafecie 4 x 100 m stylem dowolnym. Startował także w konkurencji 100 m kraulem, gdzie z czasem 48,00 s wywalczył brąz.
Dwa lata później, podczas mistrzostw świata w Barcelonie płynął w eliminacjach sztafety 4 x 100 m stylem dowolnym. W finale reprezentacja Francji uplasowała się na pierwszym miejscu. Na 100 m stylem dowolnym z czasem 49,59 s nie zakwalifikował się do półfinału i zajął 19. miejsce.
W trakcie igrzysk olimpijskich w Rio de Janeiro w 2016 roku brał udział w wyścigach eliminacyjnych sztafet 4 x 100 m stylem dowolnym. W finale tej konkurencji Francuzi zdobyli srebro.